# Ломна (притока Ользи)
Ломна (словац. Lomná) — річка в Словаччині і Чехії, права притока Ользи, протікає в окрузі Чадця.
Довжина приблизно 17.5 км. Витік знаходиться в масиві Моравсько-Сілезькі Бескиди — схил гори Малий Полом — на словацько-чеському кордоні — на висоті близько 920 метрів. Протікає територією сіл Горні-Ломна; Долні-Ломна і міста Яблунков.
Впадає в Ользу на висоті приблизно 380 метрів.